# CD-R
CD-R (Compact Disc-Recordable, Записуваний Компакт-Диск) — різновид компакт-диска (CD), розроблений компаніями Philips та Sony для одноразового запису інформації. CD-R підтримує всі можливості стандарту «Red-Book» і також дозволяє записувати дані.
Інформація записується на диск за допомогою пристрою для запису (CD-рекордер). Енергія променя лазера поглинається органічним барвником диска, внаслідок чого він змінює свою відбивну здатність. Іноді цей процес називають «прожигом», що насправді не зовсім правильно. Зчитуються такі болванки дещо гірше, ніж звичайні CD-ROM-диски через наявність додаткового шару, що зменшує коефіцієнт відбиття.
У 2024 році, через зниження попиту, Sony ліквідувало виробництво CD-R дисків